# Maša in medved
Maša in medved (rusko Маша и Медведь, latinizirano: Maša in Medved) je priljubljena ruska risana serija. Ustvaril jo je studio Animacord z uporabo 3D grafike. Premiera je bila 7. januarja 2009.
Maša in medved je najbolj gledana serija za predšolske otroke na svetu, s 36-krat več zahtev od povprečja. Je tudi peta najbolj gledana mladinska serija (0–18) na svetu, tik pred Pujso Pepo.
Veliko epizod je bilo uspešnih na YouTubeu. Zlasti različica epizode "Маша плюс каша" ("Recept za katastrofo") v ruskem jeziku ima septembra 2022 več kot 4,5 milijarde ogledov in je tako deseti najbolj gledani video vseh časov na strani in najbolj gledani video na Youtubeu, ki ni glasbeni video.
Animator Oleg Kuzovkov je dobil zamisel za projektu leta 1996, ko je na plaži videl dekle, ki je bilo podobno liku iz risanke Maša. Kuzovkova je navdihnila tudi risana serija "Tom in Jerry". Ideja serije temelji na istoimenski ruski ljudski pravljici "Maša in medved".
Leta 2011 je izšel prvi spin-off z naslovom "Mašine pravljice", sestavljen iz 26 epizod, ki temeljijo na ruskih ljudskih pravljicah. Leta 2014 je izšel drugi spin-off pod imenom "Mašine grozljive zgodbe".

## Zgodba
Deklica Maša se po naključju znajde v hiši medveda, ki živi v gozdu. Tam dela nered, Medved je obupan. Poskuša se znebiti nezaželene gostje in jo odpeljati od doma. Ponoči ga začne skrbeti za dekle in jo odpravi iskat. Ko je ni našel, se Medved žalostno vrne domov in tam najde Mašo. Od tega trenutka sta Maša in Medved najboljša prijatelja. Maša pogosto obišče Medveda in on jo poskuša vzgojiti.
V tretji sezoni Maša odraste in postane nekoliko bolj odgovorna. Zdaj je redkeje z Medvedom in se bolj ukvarja z lastnimi opravki doma. Tudi brez nje se prebivalci gozda začnejo neprimerno obnašati in se znajdejo v različnih težavah, Maša pa jim pomaga.

## Distribucija
Risanka "Maša in medved" se predvaja na televizijskih kanalih v Združenem kraljestvu, Nemčiji, Franciji, Italiji, Švici, Španiji, Kanadi, državah Latinske Amerike in Bližnjega vzhoda.
Od leta 2015 serija obstaja v formatu interaktivnega celovečernega animiranega filma, kjer osebe komunicirajo z občinstvom.

## Glavni osebi
- Maša (Marička) je ekstravertirana deklica. Je prijazna, radovedna, vesela, navihana, simpatična in spontana. Rada ima lizike in druge sladkarije, igranje z medvedovimi nagradami in skodelicami, žoganje, skakanje po vedrih, gledanje risank, rada sprašuje in pripoveduje pravljice in zgodbe ter poje.
- Medved (Miška) je bil v preteklosti znani cirkuški umetnik, za kar je prejel veliko nagrad. Pazljivo opazuje vsako nagrado in medaljo in jih metodično čisti, da se bleščijo. Živi v gozdu. Rad ima mir, tišino, udobje, ribolov, med in nogomet. Ima čebelnjak, cvetlično gredico in zelenjavni vrt. Ima veliko človeških veščin. Mašo poskuša izobraziti, a nenehno trpi zaradi njenih norčij. Ne govori človeškega jezika, vendar ga razume in se z Mašo sporazumeva s kretnjami in brundanjem.

## Stranski liki
Pogoste osebe:
- Svinja Rozočka živi na Mašinem dvorišču. Je najpogostejša tarča Mašinih norčij. Rada se sonči in posluša glasbo. Je kreativna.
- Koza živi na Mašinem dvoorišču. Rada je in igra harmoniko.
- Pes živi na Mašinem dvorišču in čuva njeno hišo. Rad gloda kost.
- Medvedka je grizli ženskega spola. Medved je zaljubljen vanjo in včasih poskuša narediti dober vtis nanjo. Sprva ga je zavrnila zaradi črnega medveda. Drugič pa ji ni bilo všeč Medvedovo igranje kitare, saj ji je bolj všeč sodobna glasba.[3]
- Zajec je prijatelj Maše in Medveda. Včasih z Mašo igra hokej. Pogosto krade korenje z Medvedovega vrta.
- Volkovi živijo v gozdu v reševalnem avtomobilu UAZ-452. Pogosto trpijo zaradi Mašinih norčij in včasih nudijo medicinsko pomoč. So vedno lačni in jedo muhe in metulje, ki jih ujamejo. Včasih ukradejo hrano iz Medvedovega hladilnika.
- Veverice živijo na drevesih. Na potegavščine se odzovejo z metanjem borove storže.
- Ježi redko sodelujejo pri Mašinih norčijah, radi imajo jabolka in gobe.
- Himalajski medved je Medvedov tekmec. Je odločen, fizično razvit in pravi mačo. Rad trenira mišice, je predrzen, a boječ. Tudi on je zaljubljen v Medvedko.

Gosti:
- Panda je medvedov nečak in Mašin prijatelj, čeprav se z njo pogosto prepira. Živi na Kitajskem. Pogosto obiskuje Medveda.
- Tiger je Medvedov stari prijatelj iz cirkusa.
- Pingvin je medvedov posvojenec. Odvržen je bil v obliki jajca, kasneje pa sta ga vzgojila Maša in Medved. Nato je bil z letalom poslan domov na Antarktiko.
- Daša je Mašina sestra. Je introvertirana, umirjena, čista in včasih vzkipljiva. Je nasprotje Maše, čeprav ji je na videz podobna. Od nje se razlikuje le po sivi barvi las, ki so spleteni v dve kiti, modi barvi oči in po tem, da nosi očala.

Epizodične osebe:
- Kokoši in petelin živijo na Mašinem dvorišču in se vedno skrivajo pred njo.
- Čebele živijo v panjih v Medvedovem čebelnjaku.

Gosti:
- Dedek Mraz je majhen starček in je nekoliko višji od Maše.
- Maša Eskimka živi na severnem polu. Je popolna kopija Maše, a ima črne lase.